# استفان ناغي (ممثل)
استفان ناجي (بالمجرية: Nagy István)‏ (و. 1909 – 1976 م) هو ممثل، ومدرس مجري، توفي في بودابست، عن عمر يناهز 67 عاماً.

## التعليم
تعلم في Bolyai University ‏ (1927–1932)
.

## وصلات خارجية
- استفان ناجي على موقع IMDb (الإنجليزية)
- استفان ناجي على موقع قاعدة بيانات الفيلم (الإنجليزية)

- استفان ناغي في قاعدة بيانات الأفلام على الإنترنت